# Щербино (Псковська область)
Щербино (рос. Щербино) — присілок в Невельському районі Псковської області Російської Федерації.
Населення становить 224 особи. Входить до складу муніципального утворення Івановська волость.

## Історія
Від 2015 року входить до складу муніципального утворення Івановська волость.

## Населення
| 2001 | 2002 | 2010 |
| ---- | ---- | ---- |
| 293  | ↘244 | ↘224 |